# Friedrich Ernst von Spiegel
Friedrich Ernst von Spiegel Freiherr zum Desenberg und Canstein (* 1770; † 1817) war Ritter des Deutschen Ordens. Er entstammt dem Geschlecht derer von Spiegel zum Desenberg.

## Leben
Der Sohn des Theodor Hermann von Spiegel verlor seinen Vater bereits im Alter von 9 Jahren. Er war ein Bruder des späteren Kölner Erzbischofs Ferdinand August von Spiegel und des Ministers Franz Wilhelm von Spiegel. 1765 in den Deutschen Orden als Ritterbruder aufgenommen und der Ballei Westfalen angehörend, wurde er 1789 Komtur der Kommende Osnabrück und 1793 Komtur der Kommende Welheim, von wo er auf die Kommende Malenburg wechselte. Des Weiteren war er kurfürstlicher Geheimer Rat, Deputierter des Landtages des Herzogtums Westfalen. und Drost.